# Lilija Podkopajewa
Lilija Olexandriwna Podkopajewa (ukrainisch: Лілія Олександрівна Подкопаєва; russisch: Лилия Александровна Подкопаева; * 15. August 1978 in Donezk, Sowjetunion) ist eine ehemalige ukrainische Kunstturnerin.

## Werdegang
Lilija Podkopajewa begann im Alter von fünf Jahren zu turnen. Im Jahr 1993 trat sie erstmals bei internationalen Senioren-Wettkämpfen an. Ihren ersten Erfolg  bei internationalen Meisterschaften feierte Lilia Podkopajewa 1995 bei den Weltmeisterschaften in Sabae. Dort wurde sie Weltmeisterin am Sprung und im Mehrkampf-Wettbewerb. Außerdem gewann sie am Stufenbarren und am Schwebebalken jeweils eine Silbermedaille.
Bei den Europameisterschaften 1996 in Birmingham wurde sie Europameisterin im Mehrkampf, am  Boden und am Stufenbarren. Mit dem Team gewann sie eine Bronzemedaille, ebenso am Sprung. Bei den Olympischen Spielen 1996 in Atlanta gewann sie eine Silbermedaille am Schwebebalken und wurde Olympiasiegerin im Mehrkampf und am Boden. Aufgrund von Verletzungen sah Podkopajewa danach nicht mehr die Möglichkeit, weiter auf dem Niveau von 1996 zu turnen und entschloss sich daher ihre Karriere zu beenden.
Heute arbeitet sie als Trainerin und Kampfrichterin. Mit einer Fitness-Show unternahm sie 2001 erste Gehversuche im ukrainischen Fernsehen. 2007 trat sie in der ukrainischen Version von Let’s Dance auf. Sie nahm am 6. September 2008 in Glasgow für die Ukraine beim Eurovision Dance Contest teil. 2008 wurde Lilija Podkopajewa in die International Gymnastics Hall of Fame aufgenommen.
Lilija Podkopajewa ist verheiratet und hat mit ihrem Ehemann Timofey Nagorny die leibliche Tochter Karolina und den adoptierten Sohn Vadim. Mit Timofey Nagorny engagiert sie sich für Kinder in der Ukraine, unter anderem für Waisen und Kinder, die mit dem  HI-Virus infiziert sind.